# Rada Pięciuset (Francja)

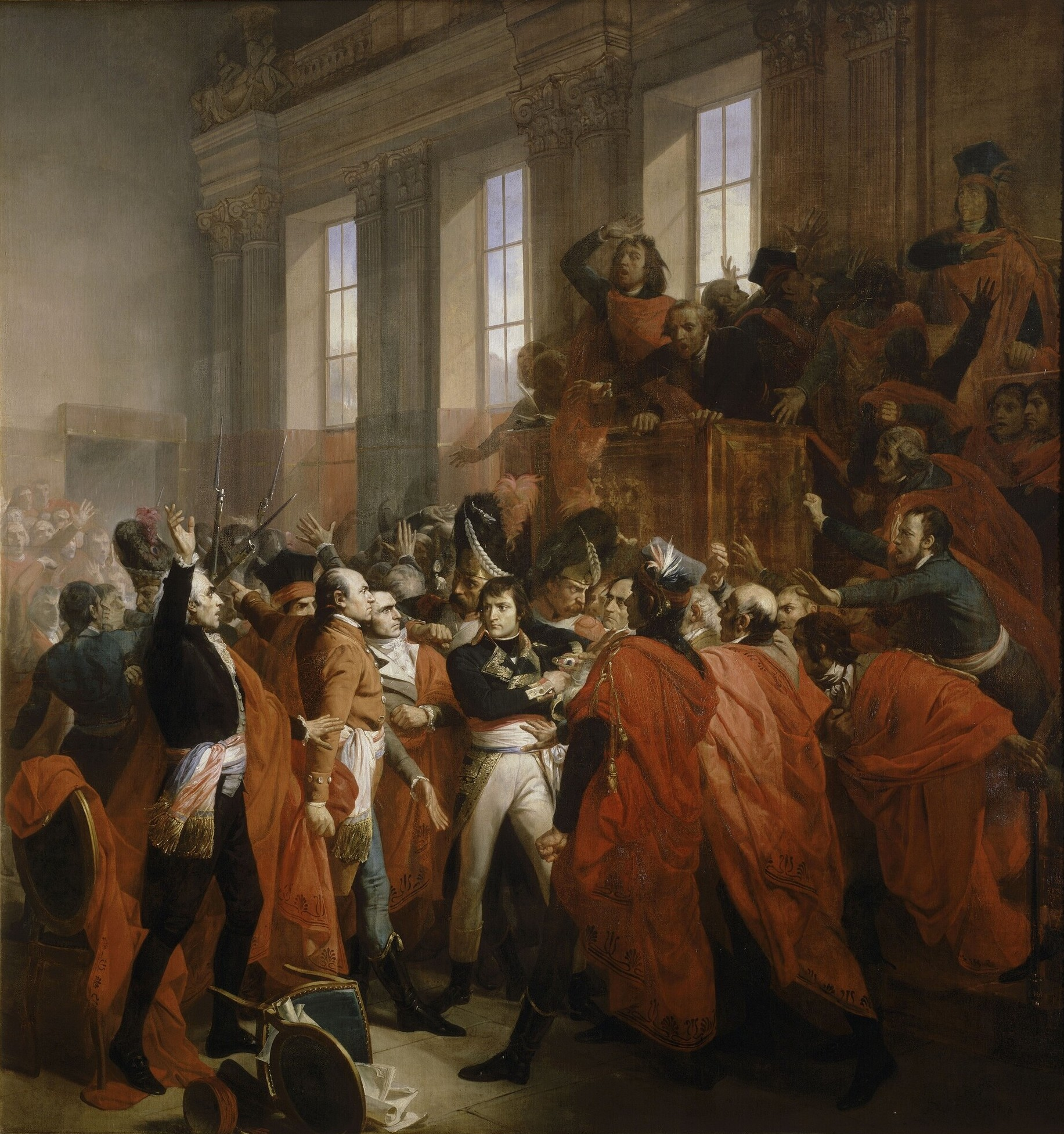
Zamach stanu Napoleona Bonaparte w czasie obrad Rady Pięciuset

Rada Pięciuset (fr. Conseil des Cinq-Cents) – izba niższa francuskiego parlamentu w okresie dyrektoriatu (1795–1799).

## Historia rady
Rada Pięciuset została powołana przez dyrektoriat w ramach Konstytucji Roku III, uchwalonej 22 lipca 1795 (5 fructidora roku III), jako izba niższa parlamentu. Jej obrady odbywały się początkowo w Salle du Manège usytuowanej przy Rue de Rivoli, a od 1798 roku w Palais Bourbon. Pierwszym przewodniczącym Rady Pięciuset był Pierre Daunou (28 października 1795 – 21 listopada 1795). W ciągu swego istnienia skład jej zarządu zmieniał się 52 razy.
Rada Pięciuset została zlikwidowana w czasie obrad w pałacu w Saint-Cloud wskutek przewrotu 18 brumaire’a na przełomie 18 i 19 brumaire'a roku VII, tj. z 9 na 10 listopada 1799 przez Napoleona.

## Pochodzenie idei
Idea Rady Pięciuset pochodziła od:
- antycznej rady, która funkcjonowała w starożytnych Atenach
- ideologii systemu brytyjskiego i ówczesnego angielskiego parlamentaryzmu umiarkowanego.

## Zasady działania

### Budowa
Zgodnie z nazwą w jej skład wchodziło 500 osób, które zmieniały się o 1/3 co rok. Aby zostać członkiem Rady Pięciuset należało ukończyć 30. rok życia i mieszkać na terenie Francji co najmniej 10 lat bezpośrednio przed wyborami. Jednak na podstawie konstytucji wymóg 30 lat miał być zastąpiony 25 latami, taki stan miał się utrzymać do VII roku Republiki.

### Ordynacja wyborcza
W wyborach mogli głosować mężczyźni, którzy ukończyli 21 rok życia i opłacali podatek bezpośredni zgodny z cenzusem podatkowym. Wybory miały charakter dwustopniowy. Głosujący wybierali elektorów, a ci z kolei posłów.

### Funkcje i działanie
Jedna z części władzy ustawodawczej obok Rady Starszych, która posiadała wyłączność na uchwalanie projektów ustaw. Przygotowywane przezeń projekty nosiły miano rezolucji.
Przedstawiała 50 kandydatów, wybieranych w tajnym głosowaniu. Z których z kolei Rada Starszych wybierała 5 członków Dyrektoriatu.